# Celles-sur-Aisne
Celles-sur-Aisne é uma comuna francesa na região administrativa de Altos da França, no departamento de Aisne. Estende-se por uma área de 6,16 km². Em 2010 a comuna tinha 258 habitantes (densidade: 41,9 hab./km²).